# Essex Pirates
El Essex Pirates es un club de baloncesto profesional británico con sede en la ciudad de Southend-on-Sea, en el condado inglés de Essex, que milita en la BBL, la máxima competición del deporte de la canasta en el Reino Unido.
Fue fundado en 2009 y disputa sus encuentros como local en el Southend Leisure & Tennis Centre con capacidad para 1.110 espectadores.

## Clasificaciones temporada a temporada
| Temporada     | Competición. | Pos. | J. | G | P  | Pts. | Play Offs | Trophy | Cup |
| ------------- | ------------ | ---- | -- | - | -- | ---- | --------- | ------ | --- |
| Essex Pirates |              |      |    |   |    |      |           |        |     |
| 2009–2010     | BBL          | 12.º | 36 | 7 | 29 | 14   | NC        | -      | -   |
| 2010–2011     | BBL          | 12.º | 33 | 1 | 32 | 2    | NC        | -      | -   |

Notas:
- NC significa que no calificó.